# Teorema de Noether

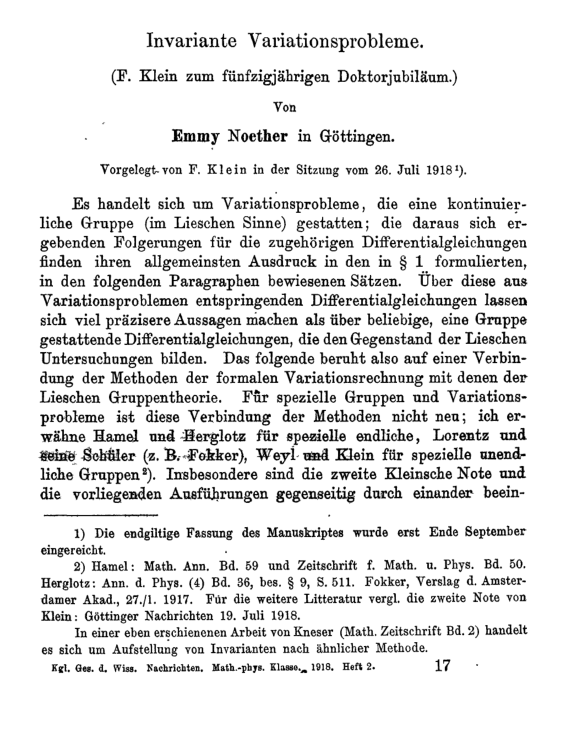
Primera página del artículo de Emmy Noether «Invariante Variationsprobleme» (1918), donde demostró su teorema

El teorema de Noether es un resultado central en física teórica. Expresa que cualquier simetría diferenciable, proveniente de un sistema físico, tiene su correspondiente ley de conservación. El teorema se denomina así por la matemática Emmy Noether, que lo formuló en 1916. Además de permitir aplicaciones físicas prácticas, este teorema constituye una explicación de por qué existen leyes de conservación y magnitudes astronómicas físicas que no cambian a lo largo de la evolución temporal de un sistema físico.

## Explicación
El teorema de Noether relaciona un par de ideas básicas de la física: (1) una es la invariancia de la forma que una ley física toma con respecto a cualquier transformación (generalizada) que preserve el sistema de coordenadas (aspectos espaciales y temporales tomados en consideración), y la otra es (2) la ley de conservación de una magnitud física. 
Informalmente, el teorema de Noether se puede establecer como: A cada simetría (continua) le corresponde una ley de conservación y viceversa. El enunciado formal del teorema deriva una expresión para la magnitud física que se conserva (y, por lo tanto, también la define) de la condición de invariancia solamente. Por ejemplo:
- la invariancia con respecto a la (dirección del eje de) rotación da la ley de conservación del momento angular.
- la invariancia de sistemas físicos con respecto a la traslación (dicho simplemente, las leyes de la física no varían con la localización en el espacio) da la ley de conservación del momento lineal.
- la invariancia con respecto a (la traslación en) el tiempo da la ley de conservación de la energía.

Al subir a la teoría cuántica de campos, la invariancia con respecto a la transformación general de gauge da la ley de la conservación de la carga eléctrica, etcétera. Así, el resultado es una contribución muy importante a la física en general, pues ayuda a proporcionar intuiciones de gran alcance en cualquier teoría general en física, con sólo analizar las diversas transformaciones que harían invariantes la forma de las leyes implicadas.

### Rotaciones y momento angular
Cuando el lagrangiano de un sistema físico presenta simetría rotacional, es decir, existe un grupo de transformaciones isomorfo a un subgrupo unidimensional del grupo de rotaciones o grupo especial ortogonal, entonces existe una magnitud física conservada llamada momento angular que tiene un valor constante a lo largo de la evolución temporal. Es decir, dicha magnitud no cambia de valor a medida que el sistema evoluciona, razón por la cual dicha magnitud se llama constante del movimiento o magnitud conservada.

### Traslaciones y momento lineal
Análogamente si el lagrangiano de un sistema físico es invariante bajo cierto grupo uniparamétrico de traslaciones entonces existe una componente del momento lineal paralela a dichas traslaciones que no varía con el tiempo, a medida que el sistema evoluciona. Es decir, a pesar de que el estado de movimiento de una partícula o el estado físico del sistema varíe, dicha magnitud física siempre mantiene el mismo valor, por complicada que sea la evolución del sistema.

### Invariancia temporal y energía
De modo similar al caso anterior, la independencia del tiempo del lagrangiano, puede ser vista como una invariancia frente a "traslaciones temporales". En este caso la magnitud conservada es el Hamiltoniano o la integral de Jacobi-Painlevé. En un sistema natural si el lagrangiano no depende explícitamente del tiempo se tiene que la energía se conserva. Es decir, en cualquier evolución temporal del sistema la energía no cambia de valor.

### Esbozo de demostración
Para un sistema con un número finito de grados de libertad y usando la representación en coordenadas supóngase que se tiene un grupo uniparamétrico G que transforma las coordenadas o variables dinámicas, dejando el lagrangiano invariante, en ese caso:

{\displaystyle \phi _{g}({\mathcal {L}})={\mathcal {L}}_{\alpha }(\mathbf {q} ,{\dot {\mathbf {q} }})}

Donde el grupo se ha parametrizado con el parámetro real {\displaystyle \scriptstyle G=\{g_{\alpha }|\alpha \in A\subset \mathbb {R} \}} entonces:

{\displaystyle 0={\frac {\partial {\mathcal {L}}_{\alpha }}{\partial \alpha }}=\sum _{i}\left({\frac {\partial {\mathcal {L}}_{\alpha }}{\partial q_{i}}}{\frac {\partial q_{i}}{\partial \alpha }}+{\frac {\partial {\mathcal {L}}_{\alpha }}{\partial {\dot {q}}_{i}}}{\frac {\partial {\dot {q}}_{i}}{\partial \alpha }}\right)}

Empleando las ecuaciones de Euler-Lagrange, el primer término puede reescribirse:

{\displaystyle 0=\sum _{i}\left({\frac {d}{dt}}\left({\frac {\partial {\mathcal {L}}_{\alpha }}{\partial {\dot {q}}_{i}}}\right){\frac {\partial q_{i}}{\partial \alpha }}+{\frac {\partial {\mathcal {L}}_{\alpha }}{\partial {\dot {q}}_{i}}}{\frac {\partial {\dot {q}}_{i}}{\partial \alpha }}\right)=\sum _{i}\left({\frac {d}{dt}}\left({\frac {\partial {\mathcal {L}}_{\alpha }}{\partial {\dot {q}}_{i}}}{\frac {\partial q_{i}}{\partial \alpha }}\right)\right)={\frac {d}{dt}}\sum _{i}{\frac {\partial {\mathcal {L}}_{\alpha }}{\partial {\dot {q}}_{i}}}{\frac {\partial q_{i}}{\partial \alpha }}}

Por tanto, la última cantidad en forma de sumatorio es una constante del movimiento ya que su derivada temporal es cero. Los otros casos del teorema de Noether en esencia repiten los mismos pasos, expresando la derivada de la acción del grupo y construyendo una función que involucra a los momentos conjugados y elementos de un espacio vectorial isomorfo al álgebra de Lie del grupo de simetría.

### Invariancia gauge y carga
En el contexto de la teoría cuántica de campos la existencia de una simetría gauge abstracta del lagrangiano que describe la interacción electromagnética implica que existe una magnitud conservada que puede identificarse con la carga eléctrica, dado que el grupo de simetría gauge del campo electromagnético es el grupo unitario U(1) la magnitud conservada es un escalar.
Análogamente, aunque ligeramente más complicado, es el caso de la interacción débil y la interacción fuerte, cuyos grupos de simetría gauge son SU(2) y SU(3), que no son conmutativos y llevan a la conservación de la carga de sabor y la carga de color.

## Tratamiento formal en física clásica
Supóngase que se tiene un conjunto cerrado R de dimensión d y una variedad blanco o codominio {\displaystyle \Gamma \;} . Sea {\displaystyle {\mathcal {C}}_{\Gamma }} el espacio de todas las funciones diferenciables de R a {\displaystyle \Gamma \;}. Para aclarar ideas particularicemos estas ideas en dos ámbitos diferentes:
- En mecánica clásica, R es un intervalo cerrado de {\displaystyle \mathbb {R} } que representa el tiempo y la variedad blanco es el fibrado tangente del espacio de posiciones o espacio de configuración.
- En la teoría clásica de campos, R es una región del espacio-tiempo y la variedad blanco es el conjunto de valores que los campos pueden tomar en cualquier punto dado. Por ejemplo, si hay m campos escalares real-valorados, φ1...,φm, entonces la variedad blanco podría ser {\displaystyle C^{\infty }(\mathbb {R} ^{m})}, dotada de la estructura topológica adecuada.

Para probar el teorema consideraremos el segundo de estos casos (el resultado para sistemas de partículas clásicas se puede probar particularizando la demostración esbozada aquí).

### Paso 1: funcional de acción
Para ello, al estar tratando un sistema físico existirá un funcional de acción que describe el sistema. Matemáticamente este funcional resulta ser una aplicación del tipo:

{\displaystyle S:{\mathcal {C}}_{\Gamma }\longrightarrow \mathbb {R} },

Para conseguir la versión usual del teorema de Noether, se necesitan restricciones adicionales en la acción física. Se supone que {\displaystyle S[\phi ^{K}]} es la integral sobre R del lagrangiano del sistema físico:

{\displaystyle {\mathcal {L}}(\phi ^{K},\partial _{\mu }\phi ^{K},x)}

Este lagrangiano depende de las variables del campo {\displaystyle \phi ^{K}} (siendo K un conjunto de índices tensoriales o de otro tipo, según el tipo de campo), sus derivadas {\displaystyle \partial _{\mu }\phi ^{K}} y la posición en R. Es decir {\displaystyle \phi ^{K}\in {\mathcal {C}}_{\Gamma }}:

{\displaystyle S[\phi ]\equiv \int _{R}{\mathcal {L}}(\phi ^{K}(x),\partial _{\mu }\phi ^{K}(x),x)\ d^{n}x}

Suponiendo dadas condiciones de contorno, que son básicamente una especificación del valor de {\displaystyle \phi ^{K}} en el borde de R si es compacta, o un cierto límite en {\displaystyle \phi ^{K}} cuando x se acerca a ∞, que permitirá hacer la integración por partes). Podemos denotar por {\displaystyle {\mathcal {R}}_{\Gamma }} el subconjunto de {\displaystyle {\mathcal {C}}_{\Gamma }} que consiste en las funciones {\displaystyle \phi ^{K}} tales que todas las derivadas funcionales de S en {\displaystyle \phi ^{K}} son cero y {\displaystyle \phi ^{K}} satisface las condiciones de contorno dadas.

### Paso 2: funcional de acción
Ahora, suponga que tenemos una transformación infinitesimal sobre {\displaystyle {\mathcal {C}}}, dada por la derivada funcional, δ tal que:

{\displaystyle \delta \int _{R}d^{n}x{\mathcal {L}}=\int _{\partial R}dS_{\mu }f^{\mu }(\phi ^{K}(x),\partial \phi ^{K},\partial \partial \phi ^{K},...)}

para todas las subvariedades compactas R. Entonces, decimos que δ es un generador de un grupo de Lie uniparamétrico. Ahora, para cualquier N, debido al teorema de Euler-Lagrange, tenemos:

{\displaystyle \delta \int _{R}d^{n}x{\mathcal {L}}=\int _{R}d^{n}x\left({\frac {\partial {\mathcal {L}}}{\partial \phi }}-\partial _{\mu }{\frac {\partial {\mathcal {L}}}{\partial (\partial _{\mu }\phi ^{K})}}\right)\delta \phi ^{K}+\int _{\partial R}dS_{\mu }{\frac {\partial {\mathcal {L}}}{\partial (\partial _{\mu }\phi ^{K})}}=\int _{\partial _{R}}dS_{\mu }{\frac {\partial {\mathcal {L}}}{\partial (\partial _{\mu }\phi ^{K})}}}.

### Paso 3: Corriente conservada
Puesto que la última expresión es cierta para cualquier R, tenemos:

{\displaystyle \partial _{\mu }\left({\frac {\partial {\mathcal {L}}}{\partial (\partial _{\mu }\phi ^{K})}}-f^{\mu }\right)=0}.

Se puede reconocer inmediatamente esto como la ecuación de continuidad para la corriente

{\displaystyle J^{\mu }\equiv {\frac {\partial {\mathcal {L}}}{\partial (\partial _{\mu }\phi )}}-f^{\mu }}

que se llama la corriente de Noether asociada a la simetría. La ecuación de continuidad dice que si se integra esta corriente sobre una "rebanada" (hipersuperficie) de tipo espacio, se consigue una magnitud conservada llamada la carga de Noether (suponiendo, por supuesto, que si R es no compacto, las corrientes decaen suficientemente rápido en el infinito).

## Tratamiento formal en física cuántica
En física cuántica la descripción de un sistema se realiza mediante el lagrangiano cuántico que es un funcional definido sobre el espacio de Hilbert relevante para el sistema. Cuando dicho lagrangiano es invariante respecto a un grupo uniparamétrico de aplicaciones unitarias de dicho espacio de Hilbert, entonces cada uno de los generadores {\displaystyle {\hat {G}}_{i}} del álgebra de Lie de dicho grupo es un observable que es una constante del movimiento en el sentido de que:

{\displaystyle {\frac {d{\hat {G}}_{i}}{dt}}={\frac {\partial {\hat {G}}_{i}}{\partial t}}+[{\hat {G}}_{i},{\hat {H}}]=0}

Podemos exponer una transformación que sea mezcla de diferentes campos:

{\displaystyle \phi _{\alpha }(x)\rightarrow \phi _{\alpha }^{\prime }(x)=e^{-{\dot {\imath }}\epsilon q_{\alpha \beta }}\phi _{\beta }\qquad ;\qquad \delta \phi _{\alpha }(x)=-{\dot {\imath }}\epsilon q_{\alpha \beta }\phi _{\beta }(x)}

donde {\displaystyle \epsilon } es un parámetro infinitesimal y los {\displaystyle q_{\alpha \beta }} están fijados.
Si {\displaystyle {\mathcal {L}}} es invariante bajo la transformación, entonces {\displaystyle \delta {\mathcal {L}}=\epsilon \partial _{\mu }j^{\mu }(x)=0,} donde

{\displaystyle j^{\mu }(x)={\frac {1}{\epsilon }}{\frac {\partial {\mathcal {L}}}{\partial \left(\partial _{\mu }\phi _{\alpha }\right)}}\delta \phi _{\alpha }(x)=-{\dot {\imath }}{\frac {\partial {\mathcal {L}}}{\partial \left(\partial _{\mu }\phi _{\alpha }\right)}}q_{\alpha \beta }\phi _{\beta }.}

Todo esto significa que la carga del sistema se conservará: 

{\displaystyle {\mathcal {Q}}=\int _{\chi }{j^{0}(x)dx}=-{\dot {\imath }}\int _{\chi }{{\frac {\partial {\mathcal {L}}}{\partial \left(\partial _{0}\phi _{\alpha }\right)}}q_{\alpha \beta }\phi _{\beta }dx}}

La naturaleza física de la corriente {\displaystyle j^{\mu }(x)} y de la carga {\displaystyle {\mathcal {Q}}} vendrá dada por una forma específica de la transformación.